# Pashokia mutatrix
Pashokia mutatrix is een hooiwagen uit de familie Assamiidae.